# Arquidiocese de Castries
A Arquidiocese de Castries (em latim: Archidiœcesis Castriensis) é uma arquidiocese do rito latino da Igreja Católica em Santa Lúcia, no Caribe. A arquidiocese consiste na totalidade a dependência ex-britânica de Santa Lúcia. É a arquidiocese metropolitana de quatro dioceses: Diocese de Roseau, o Diocese de Saint George's, e a Diocese de Saint John's-Basseterre. A arquidiocese é um membro da Conferência Episcopal das Antilhas.
Edificada como Diocese de Castries, em 1956, da então Arquidiocese de Port of Spain, a diocese foi elevada a arquidiocese em novembro de 1974.
Desde 2022, seu arcebispo é Gabriel Malzaire. Sua sede é a Catedral Basílica da Imaculada Conceição, a Basílica Menor localizado na Praça Derek Walcott, em Castries.

## Prelados
Responsáveis locais:
|                     | Nome                         | Período    | Notas      |
| Arcebispos          | Arcebispos                   | Arcebispos | Arcebispos |
| ------------------- | ---------------------------- | ---------- | ---------- |
| 4º                  | Gabriel Malzaire             | 2022-atual |            |
| 3º                  | Robert Rivas O.P.            | 2008–2022  |            |
| 2º                  | Kelvin Edward Felix          | 1981–2008  |            |
| 1º                  | Patrick Webster O.S.B.       | 1974–1979  |            |
| Arcebispo-coadjutor |                              |            |            |
|                     | Robert Rivas O.P.            | 2007–2008  |            |
| Bispo               |                              |            |            |
| 1º                  | Charles Alphonse H.J. Gachet | 1957–1974  |            |